# Pat O'Hara Wood
Hector Patrick " Pat " O'Hara Wood, né le 30 avril 1891 à St Kilda en banlieue de Melbourne et décédé le 3 décembre 1961 à Richmond, est un joueur de tennis australien. Il a remporté les Internationaux d'Australie en 1920 et 1923.
Son frère Arthur O'Hara Wood était lui aussi joueur de tennis et avait remporté les Internationaux d'Australie en 1914. Le 3 août 1923, il a épousé la joueuse Meryl O'Hara Wood.

## Biographie
Il a étudié à la Melbourne Grammar School puis au Trinity College de l'Université de Melbourne. Il était militaire de profession.
En 1919, il se rend en Angleterre et remporte le tournoi du Queen's contre le sud-africain Louis Raymond ainsi que le tournoi de Wimbledon en double avec Ron Thomas. Il dispute une nouvelle fois ce tournoi en 1922 où il s'incline en quarts de finale contre James Anderson en cinq sets mais remporte l'épreuve de double mixte en étant associé pour la première fois à Suzanne Lenglen. Cette année-là, il se rend également au Championnat de tennis des États-Unis où il est battu par Bill Tilden au 4e tour.
Il a en outre remporté plusieurs tournois de premier ordre en Australie tels que les Championnats du Queensland à Brisbane ou d'Australie-Méridionale à Adélaïde.

## Palmarès (partiel)

### Titres en simple messieurs
|   | Date       | Nom et lieu du tournoi               | Catégorie    | Surface | Finaliste     | Score                   | Tableau |
| - | ---------- | ------------------------------------ | ------------ | ------- | ------------- | ----------------------- | ------- |
| 1 | 1919       | Queen's Club Championships, Londres  |              | Gazon   | Louis Raymond | 6-4, 6-0, 2-6, 7-5      | Tableau |
| 2 | 15/03/1920 | Australasian Championships, Adélaïde | Grand Chelem | Gazon   | Ron Thomas    | 6-3, 4-6, 6-8, 6-1, 6-3 | Tableau |
| 3 | 11/08/1923 | Australasian Championships, Brisbane | Grand Chelem | Gazon   | Bert St. John | 6-1, 6-1, 6-3           | Tableau |

### Titres en double messieurs
|   | Date       | Nom et lieu du tournoi              | Catégorie    | Surface | Partenaire       | Finalistes                   | Score                   | Tableau |
| - | ---------- | ----------------------------------- | ------------ | ------- | ---------------- | ---------------------------- | ----------------------- | ------- |
| 1 | 19/01/1919 | Australasian Championships Sydney   | Grand Chelem | Gazon   | Ron Thomas       | James Anderson Arthur Lowe   | 7-5, 6-1, 7-9, 3-6, 6-3 | Tableau |
| 2 | 23/06/1919 | The Championships Wimbledon         | Grand Chelem | Gazon   | Ron Thomas       | Rodney Heath Randolph Lycett | 6–4, 6–2, 4–6, 6–2      | Tableau |
| 3 | 15/03/1920 | Australasian Championships Adélaïde | Grand Chelem | Gazon   | Ron Thomas       | Horace Rice Ray Taylor       | 6-1, 6-0, 7-5           | Tableau |
| 4 | 11/08/1923 | Australasian Championships Brisbane | Grand Chelem | Gazon   | Bert St. John    | Dudley Bullough Horace Rice  | 6-4 , 6-3, 3-6, 6-0     | Tableau |
| 5 | 24/01/1925 | Australasian Championships Sydney   | Grand Chelem | Gazon   | Gerald Patterson | James Anderson Fred Kalms    | 6-4, 8-6, 7-5           | Tableau |

### Finales en double messieurs
|   | Date       | Nom et lieu du tournoi               | Catégorie    | Surface | Vainqueurs                      | Partenaire       | Score                    | Tableau |
| - | ---------- | ------------------------------------ | ------------ | ------- | ------------------------------- | ---------------- | ------------------------ | ------- |
| 1 | 26/06/1922 | The Championships Wimbledon          | Grand Chelem | Gazon   | James Anderson Randolph Lycett  | Gerald Patterson | 3-6, 7-9, 6-4, 6-3, 11-9 | Tableau |
| 2 | 08/09/1922 | US National Champ’s Philadelphie     | Grand Chelem | Gazon   | Bill Tilden Vincent Richards    | Gerald Patterson | 4-6, 6-1, 6-3, 6-4       | Tableau |
| 4 | 19/01/1924 | Australasian Championships Melbourne | Grand Chelem | Gazon   | James Anderson Gerald Patterson | Gerald Patterson | 6-2, 6-4, 6-3            | Tableau |
| 2 | 25/08/1924 | US National Champ’s Forest Hills     | Grand Chelem | Gazon   | Howard Kinsey Robert Kinsey     | Gerald Patterson | 7-5, 5-7, 7-9, 6-3, 6-4  | Tableau |
| 5 | 23/01/1926 | Australasian Championships Adélaïde  | Grand Chelem | Gazon   | John Hawkes Gerald Patterson    | James Anderson   | 6-1, 6-4, 6-2            | Tableau |
| 6 | 12/01/1927 | Australian Championships Melbourne   | Grand Chelem | Gazon   | John Hawkes Gerald Patterson    | Ian McInness     | 8-6 , 6-2, 6-1           | Tableau |

### Titre en double mixte
|   | Date       | Nom et lieu du tournoi      | Catégorie    | Surface | Partenaire      | Finalistes                     | Score    | Tableau |
| - | ---------- | --------------------------- | ------------ | ------- | --------------- | ------------------------------ | -------- | ------- |
| 1 | 26/06/1922 | The Championships Wimbledon | Grand Chelem | Gazon   | Suzanne Lenglen | Elizabeth Ryan Randolph Lycett | 6-4, 6-3 | Tableau |